# Királyguvat
A királyguvat (Rallus elegans) a madarak (Aves) osztályának darualakúak (Gruiformes) rendjébe, ezen belül a guvatfélék (Rallidae) családjába tartozó faj.

## Rendszerezése
A fajt John James Audubon amerikai ornitológus írta le 1834-ben.

## Alfajai
- Rallus elegans elegans Audubon, 1834 - Kanada keleti része és az Amerikai Egyesült Államok keleti fele
- Rallus elegans ramsdeni Riley, 1913 - Kuba és a Juventud-sziget
- Rallus elegans tenuirostris Ridgway, 1874 -  Mexikó középső részén élő alfajt azték guvat (Rallus tenuirostris) néven különálló fajnak fogadják el.

## Előfordulása
A királyguvat nyári előfordulási területe Kanada déli része és az Amerikai Egyesült Államok keleti fele. Télire az USA déli részére, Mexikóba, valamint Kubába és a környező szigetekre vonul. Természetes élőhelyei a édesvízi és sós mocsarak, lápok és tavak környéke.

## Megjelenése
A fej-testhossza 48 centiméter, a szárnyfesztávolsága szintén 48 centiméter, testtömege pedig 271–331 gramm. A háti részén és a szárnyain a tollazata rozsdás-barna; sötét mintázattal. A fülei környékén, a szemei mögött szürke rész van. A hasi része fahéj barna, fekete és fehér függőleges csíkozással. Hosszú narancssárga csőrének a vége, barna színű. Színezetben a két nem, nem tér el egymástól, azonban a tojó kisebb a hímnél.

## Életmódja
Mindenevőként növényekkel és állatokkal is táplálkozik; többek között perjefélék magvaival, gyümölcsökkel, lágy vízinövényekkel, apró gerinctelenekkel, békákkal és vízi kígyókkal. Ő maga áldozatául eshet a mississippi aligátornak, a mosómedvének és az amerikai uhunak.

## Szaporodása
A fészke csésze alakú. A fészekalj általában 10-12 darab, krémszínű tojásból áll; a tojásokon lilás-barna pontok láthatók.

## Természetvédelmi helyzete
Az elterjedési területe nagyon nagy, de csökken, egyedszáma szintén csökken. A Természetvédelmi Világszövetség Vörös listáján mérsékelten fenyegetett fajként szerepel. A rovarirtó szerek és az autók, évente számos példányát ölik meg.

## Képek

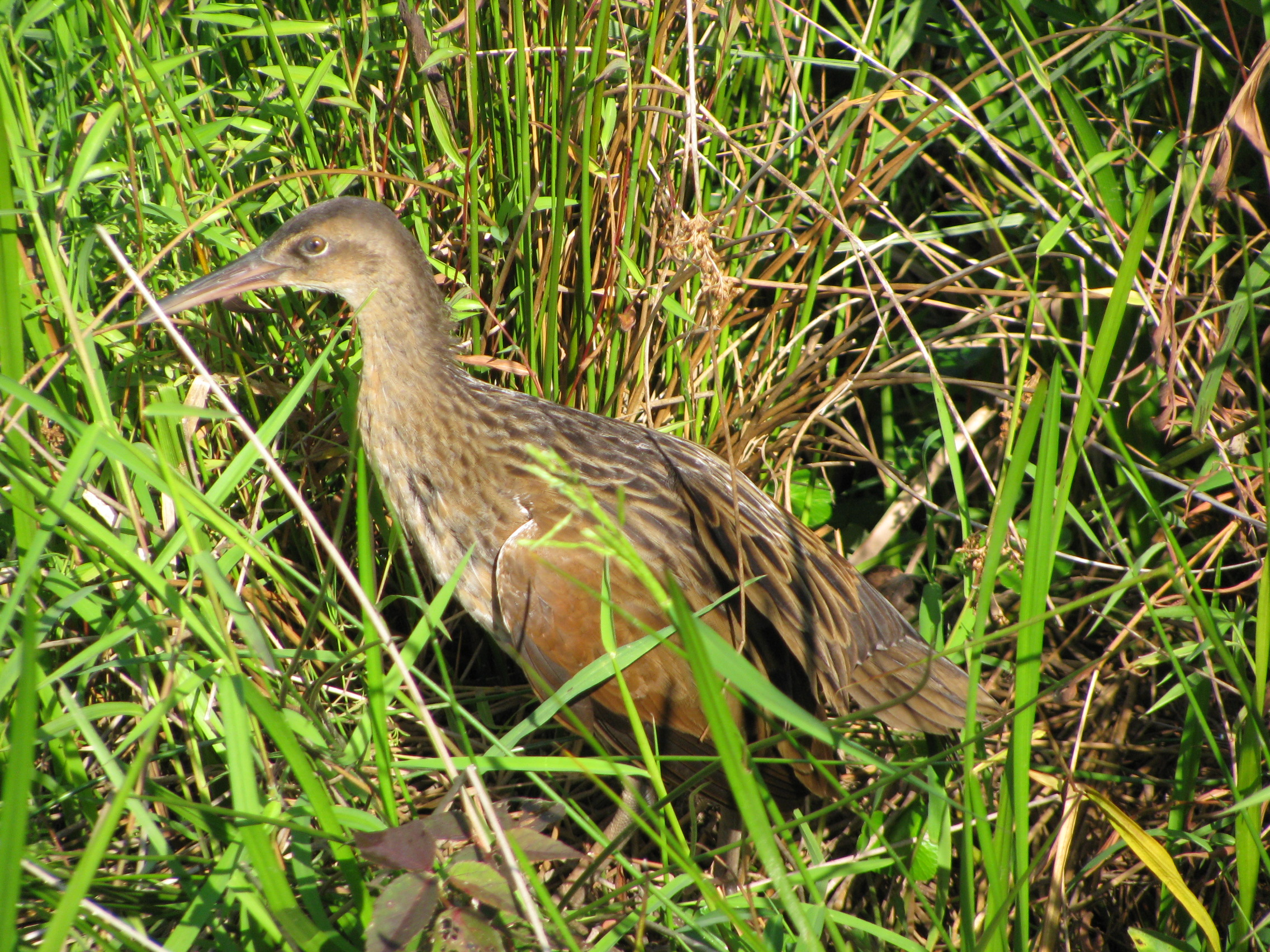
Jól rejtőzködik
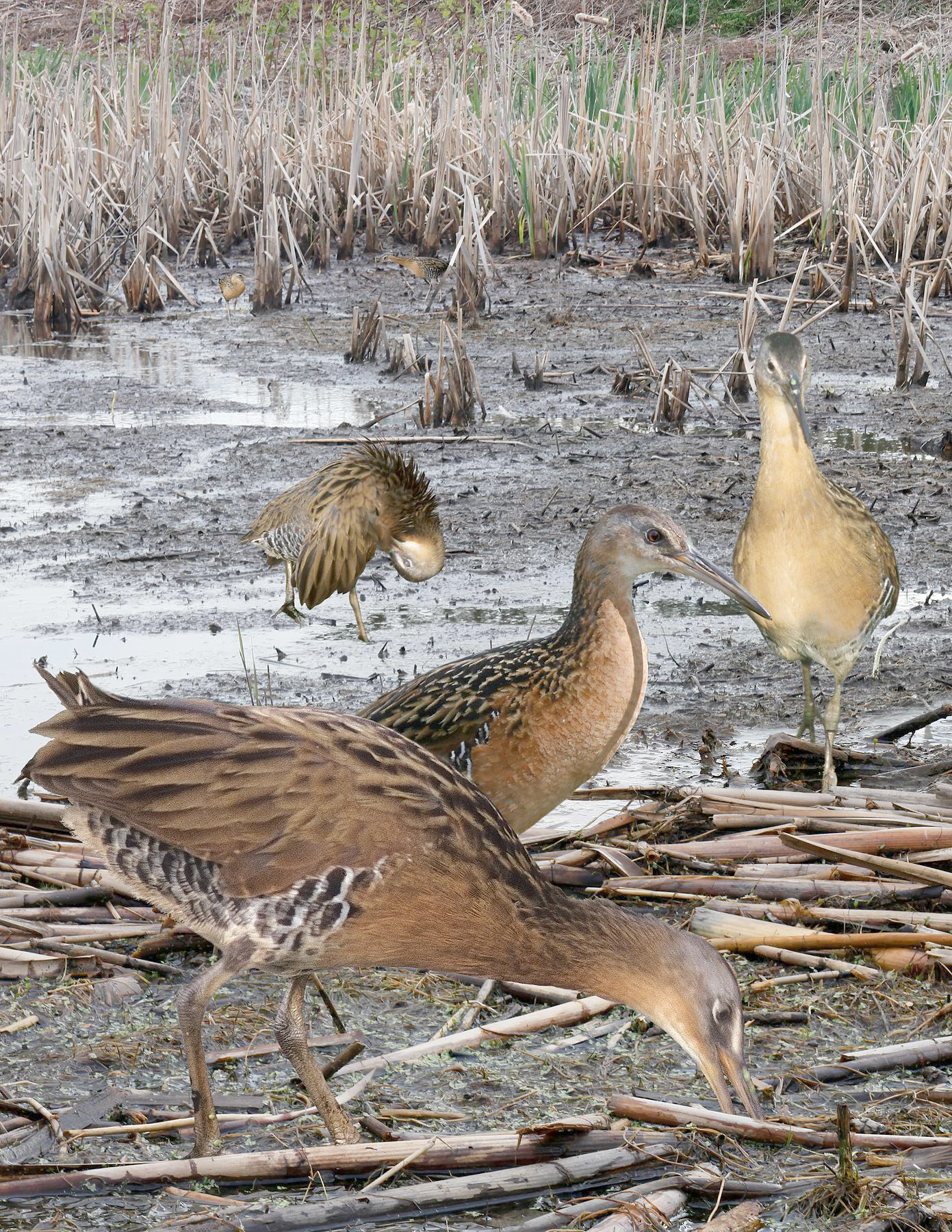
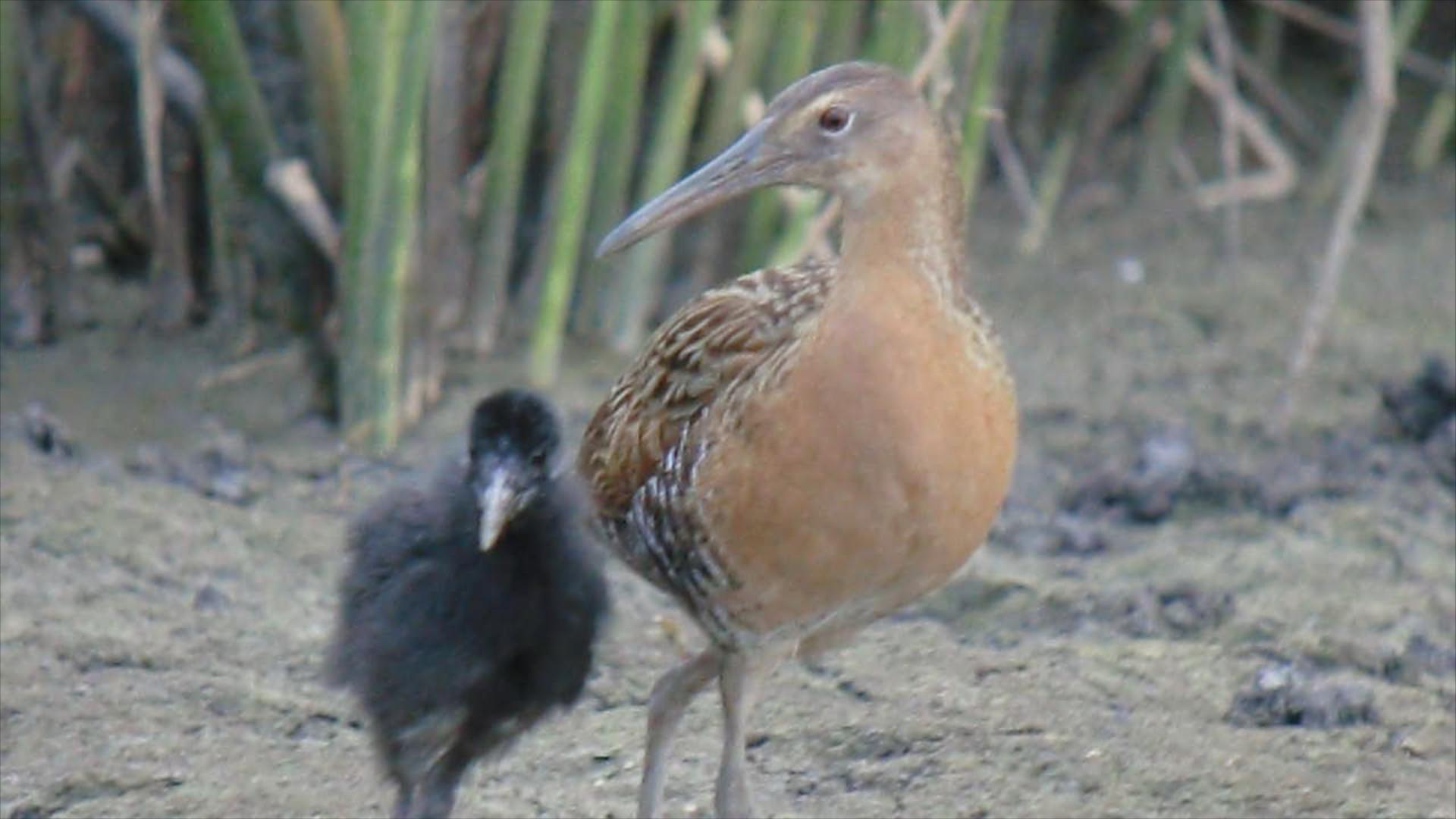
Felnőtt fiókával
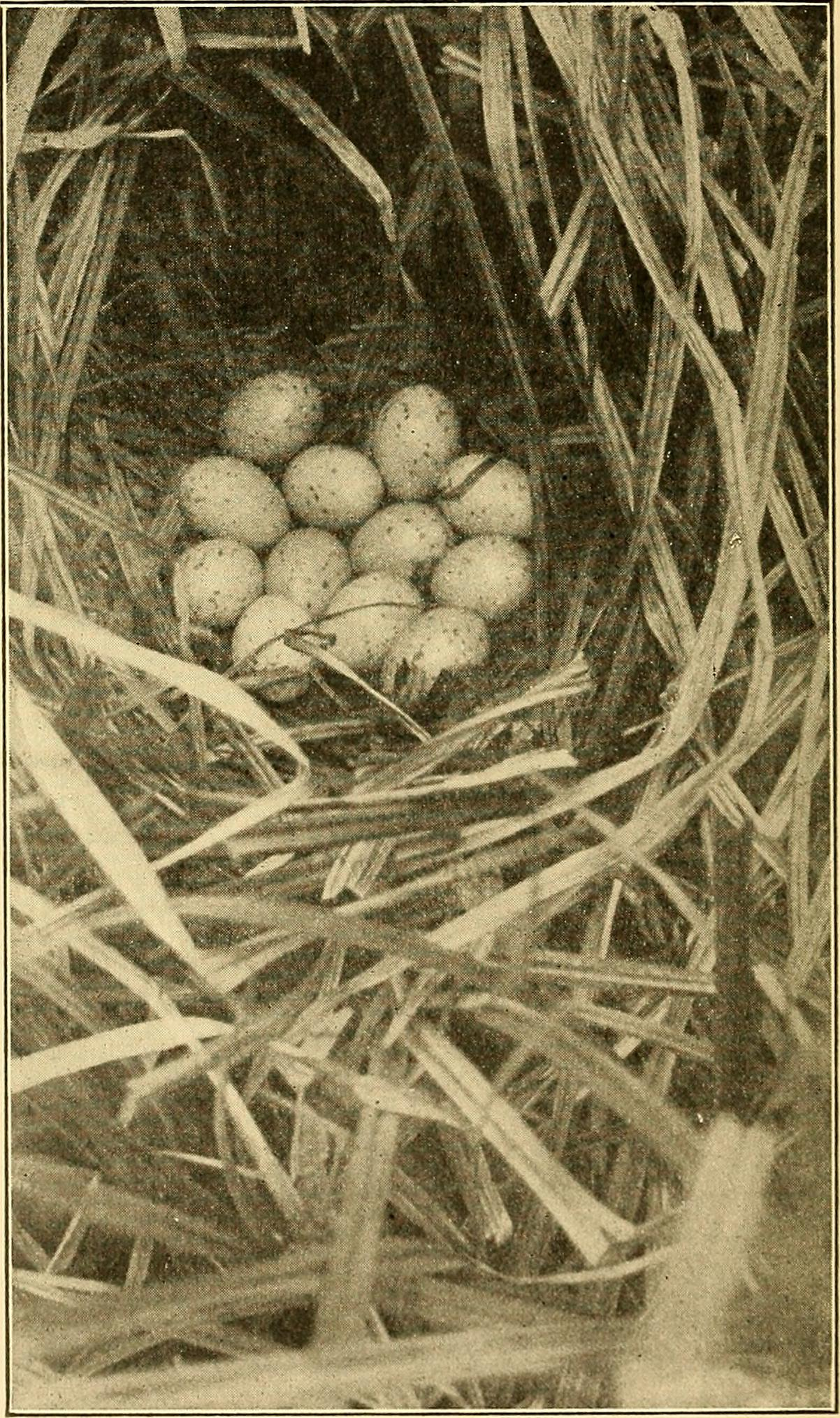
A fészekalj